# Bassaniodes xizangensis
Bassaniodes xizangensis is een spinnensoort uit de familie van de krabspinnen (Thomisidae).
De wetenschappelijke naam van de soort werd in 1988 als Xysticus xizangensis gepubliceerd door L.R. Tang & Da-Xiang Song.